# Granger (Nowy Jork)
Granger – miasto w Stanach Zjednoczonych, w stanie Nowy Jork, w hrabstwie Allegany.